# Magyar Remekírók (Franklin Társulat)

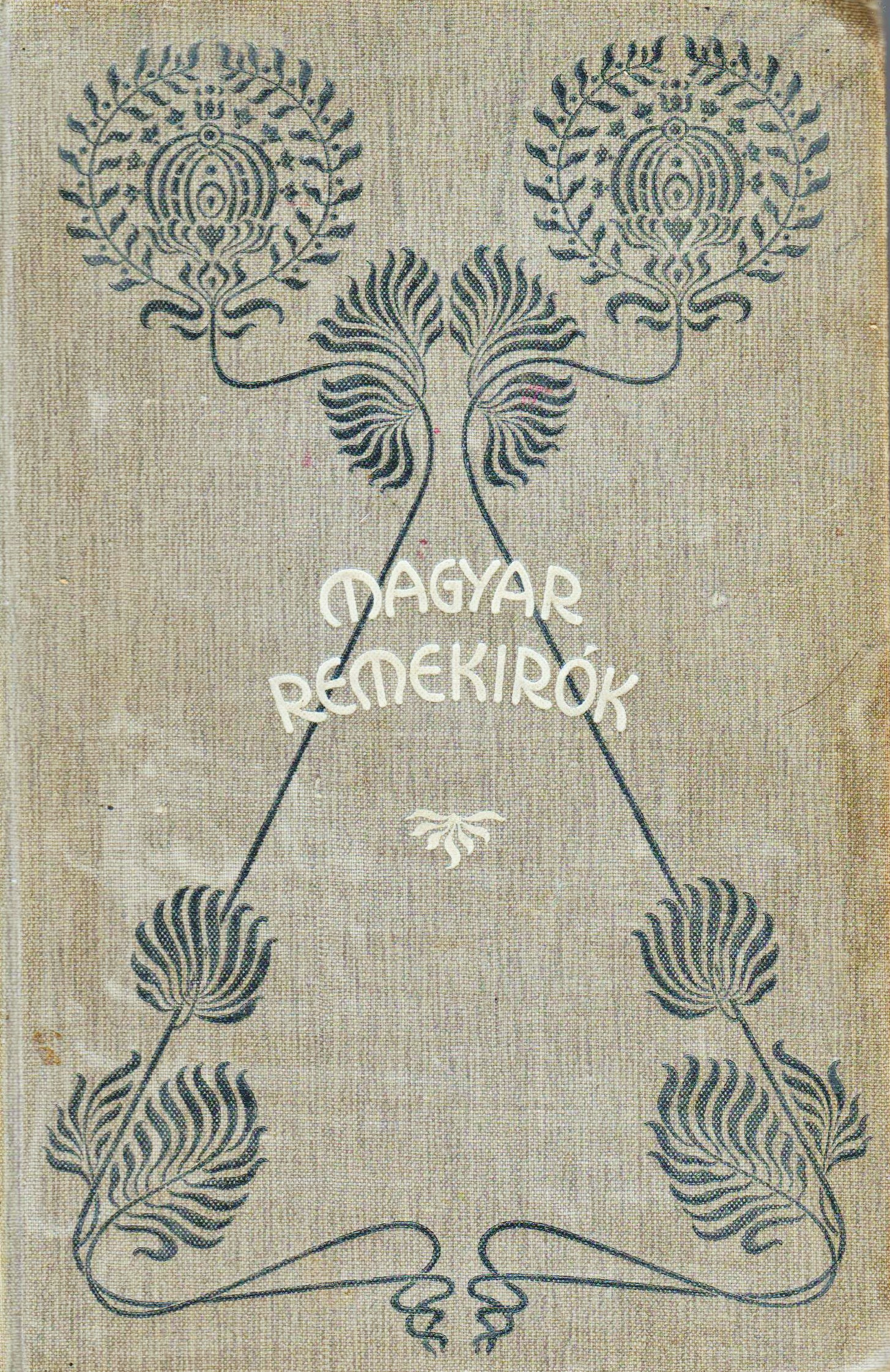
Másfajta borítódísz

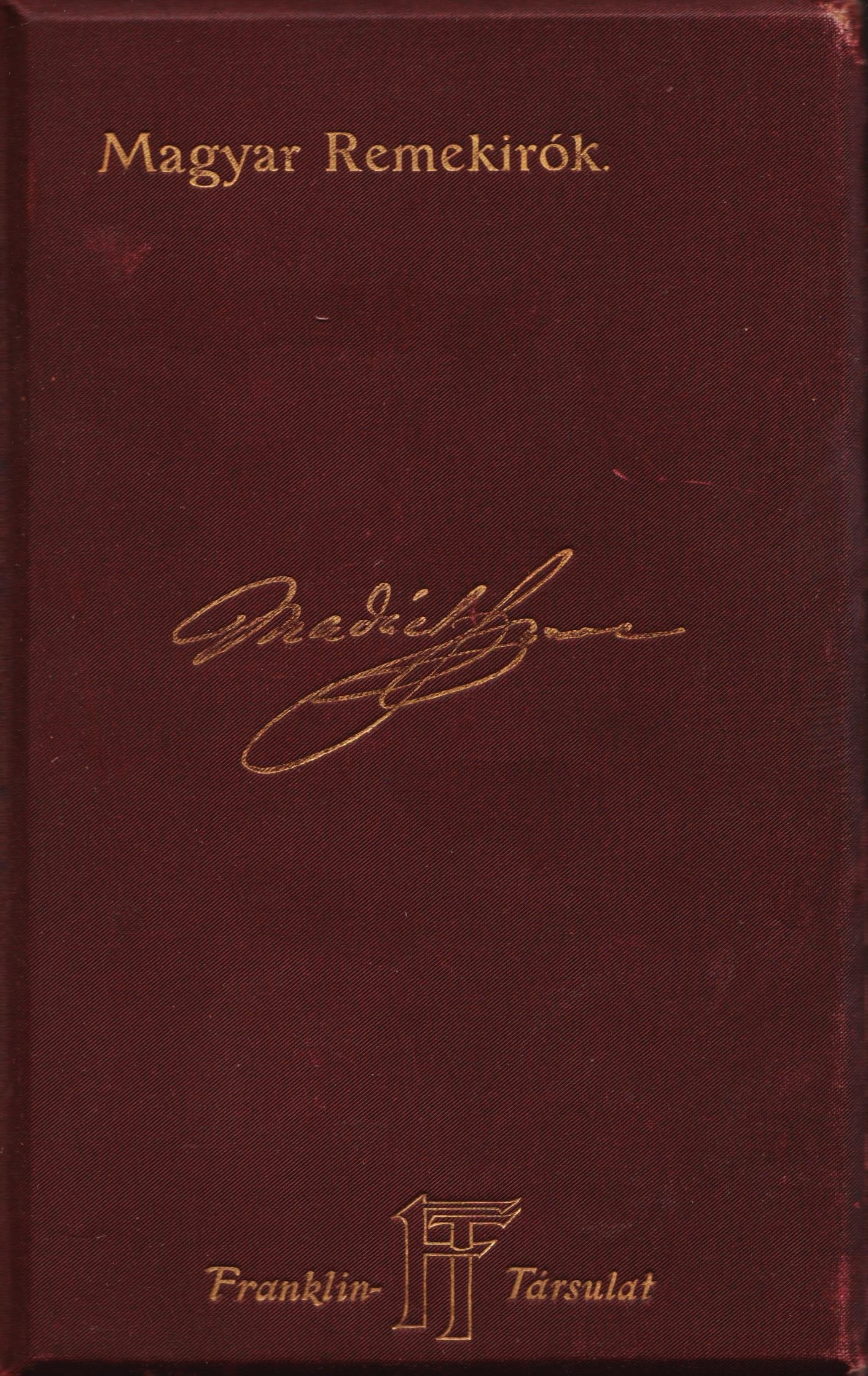
Másfajta borítódísz

A Magyar Remekírók, alcímén A magyar irodalom főművei egy 20. század eleji magyar szépirodalmi könyvsorozat volt a Franklin Irodalmi és Nyomdai Rt. gondozásában.

## Jellemzői
A Magyar Remekírók a korszak más szépirodalmi sorozataihoz egy nagy terjedelmű, azonos kiállítású kötetekből álló válogatás volt. Gulyás Pál bibliográfus Népkönyvtári címjegyzék című művében (1910) rámutatott arra, hogy a nagy gonddal megszerkesztett, igényes nyomdai kivitelű munkák a már (1910) meghalt magyar írók műveiből válogatnak, és az egyes kötetekhez szakértő irodalomtudósok írtak bevezető tanulmányokat. Nagysága és drágasága miatt a sorozat beszerzését csak nagyobb könyvtáraknak javasolta.
Az egyes köteteket Alexander Bernát, Angyal Dávid, Badics Ferenc, Bánóczi József, Bayer József, Beöthy Zsolt, Berzeviczy Albert, Endrődi Sándor, Erdélyi Pál, Erődi Béla, Ferenczi Zoltán, Gyulai Pál, Heinrich Gusztáv, Koroda Pál, Kossuth Ferenc, Kozma Andor, Lévay József, Négyesy László, Rákosi Jenő, Riedl Frigyes, Széchy Károly, Váczy János, Vadnay Károly, Voinovich Géza, Wlassics Gyula, és Zoltvány Irén rendezte sajtó alá.

## Kötésváltozatai
A sorozat többféle kötésben jelent meg:
- Aranyozott gerincű kék vászonkötés, elején az író aranyozott aláírásával[1]
- Kékesszürke vászonkötés, elől aranyozott és fekete mintával, fekete címmel, aranyozott sorozatjelzéssel[2]
- Aranyozott gerincű bordó vászonkötés, elején az író aranyozott aláírásával, címmel, sorozatjelzéssel, kiadó jellel[3]
- Barna népi motívumos vászonkötés[4]
- Fekete stilizált növényi díszítéssel, fehér betűs sorozatjelzéssel ellátott szürke vászonkötés[5]
- Az első borító felső harmadában lévő téglalap alakú keretben, két oldal stilizált növényi motívumok között álló, fehér betűs sorozatjelzéssel ellátott szürke vászonkötés[6]

## A sorozat részei
Az egyes kötetek a következők voltak:
- 1. kötet. Balassa Bálint báró és Zrinyi Miklós gróf. Sajtó alá rendezte és bevezetéssel ellátta Széchy Károly. (364 l.) 1905
- 2. kötet. Pázmány Péter munkáiból. Sajtó alá rendezte és bevezetéssel ellátta Fraknói Vilmos. (347 l.) 1904
- 3. kötet. Gyöngyösi István munkái. Az első kiadások után sajtó alá rendezte és bevezetéssel ellátta Badics Ferenc. (383 l.) 1905
- 4. kötet. Kuruc költészet. Sajtó alá rendezte és bevezetéssel ellátta Erdélyi Pál. (286 l.) 1904
- 5. kötet. Mikes Kelemen Törökországi levelei. Sajtó alá rendezte és bevezetéssel ellátta Erődi Béla. (378 l.) 1906
- 6. kötet. Gvadányi József gróf és Fazekas Mihály. Sajtó alá rendezte és bevezetéssel ellátta Négyesy László. (304 l.) 1904
- 7. kötet. Kazinczy Ferenc műveiből. Sajtó alá rendezte és bevezetéssel ellátta Váczy János. (372 l.) 1904
- 8. kötet. Csokonai V. Mihály munkáiból. Sajtó alá rendezte és bevezetéssel ellátta Bánóczi József. (276 l.) 1905
- 9. kötet. Kármán József és Berzsenyi Dániel. Sajtó alá rendezte és bevezetéssel ellátta Heinrich Gusztáv. (294 l.) 1906
- 10–11. kötet. Kisfaludy Sándor munkái. Sajtó alá rendezte és bevezetéssel ellátta Heinrich Gusztáv. 2 kötet. 1904–1905
  - I. Himfy. (331 l.) 1904
  - II. Regék. (306 l.) 1905
- 12–13. kötet. Kisfaludy Károly munkái. Sajtó alá rendezte és bevezetéssel ellátta Heinrich Gusztáv. 2 kötet. (8-r.) 1905–1907
  - I. Költemények. Iréne. Kemény Simon. (296 l.) 1905
  - II. Vígjátékok. Tihamér. Elbeszélések. (333 l.) 1907
- 14. kötet. Kölcsey Ferenc munkái. Sajtó alá rendezte és bevezetéssel ellátta Angyal Dávid. (329 l.) 1904
- 15. kötet. Katona József és gróf Teleki László. Sajtó alá rendezte és bevezetéssel ellátta Rákosi Jenő. (279 l.) 1905
- 16–17. kötet. Széchenyi István gróf munkáiból. Sajtó alá rendezte és bevezetéssel ellátta Berzeviczy Albert. 2 kötet. 1904–1907
  - I. Hitel. Világ. Stadium. Uti rajzok. (390 l.) 1904
  - II. A Kelet népe. (Politikai programmtöredékek. Széchenyi beszédeiből. Egy pillantás a névtelen visszapillantásra. Széchenyi-aphorismák. A Széchenyi-irodalom. 1907
- 18–19. kötet. Deák Ferenc munkáiból. Sajtó alá rendezte és bevezetéssel ellátta Wlassics Gyula. 2 kötet. (371, 360 l.) 1906
- 20. kötet. Kossuth Lajos munkáiból. Sajtó alá rendezte és bevezetéssel ellátta Kossuth Ferenc. Két arcképpel. (430 l.) 1902
- 21. kötet. Czuczor Gergely költői munkái. Sajtó alá rendezte és bevezetéssel ellátta Zoltvány Irén. (320 l.) 1904
- 22–27. köt. Vörösmarty Mihály munkái. Sajtó alá rendezte és bevezetéssel ellátta Gyulai Pál. 6 kötet. 1902–1904
  - I. Lyrai és vegyes költemények. (352 l.) 1902
  - II. Epikai költemények. (387 l.) 1902
  - III. Drámai költemények. 1. (368 l.) 1904
  - IV. Drámai költemények. 2. (362 l.) 1904
  - V. Drámai költemények 3. Beszélyek és regék. Pályalombok. (326 l.) 1904
  - VI. Dramaturgiai lapok. (194 l.) 1904
- 28. kötet. Bajza József munkái. Sajtó alá rendezte és bevezetéssel ellátta Radics Ferenc. (344 l.) 1904
- 29. kötet. Garay János munkái. Válogatva kiadta és bevezetéssel ellátta Ferenczi Zoltán. (323 l.) 1902
- 30–31. kötet. Eötvös József báró munkáiból. 2 kötet. Sajtó alá rendezte és bevezetéssel ellátta Voinovich Géza. (309, 319 l.) 1905–1907
- 32. kötet. Kemény Zsigmond báró munkáiból. Sajtó alá rendezte és bevezetéssel ellátta Gyulai Pál. (301. l.) 1905
- 33–36.kötet. Petőfi Sándor munkái. Sajtó alá rendezte és bevezetéssel ellátta Badics Ferenc. 4 kötet. 1906
  - I–II. Kisebb költemények. 2 kötet. (406, 347 l.)
  - III. Elbeszélő költemények. (398 l.)
  - IV. Vegyes művek. (316 l.)
- 37–40. kötet. Tompa Mihály munkái. Sajtó alá rendezte és bevezetéssel ellátta Lévay József. 4 kötet. 1902–1905
  - I. Dalok. Ódák. (272 l.) 1902
  - II. Dalok. Ódák. Románcok. Balladák. 1904
  - III. Balladák. Beszélyek. Regék. (292 l.) 1904
  - IV. Népregék. Virágregék. (248 l.) 1905
- 41–46. kötet. Arany János munkái. Sajtó alá rendezte és bevezetéssel ellátta Riedl Frigyes. 6 kötet. 1902–1907
  - I–II. Kisebb költemények. 2 kötet. (328, 300 l.) 1902–1904
  - III. Toldi. Toldi szerelme. Toldi estéje. (429 l.) 1904
  - IV. Buda halála. Csaba királyfi. Az utolsó magyar. Édua. Öldöklő angyal. Daliás idők. Murány ostroma
  - V. Önéletrajz. Költői elbeszélések. (377 l.) 1907
  - VI. Prózai dolgozatok. (287 l.) 1907
- 47–48. kötet. Szigligeti Ede színművei. Sajtó alá rendezte és bevezetéssel ellátta Bayer József. 2 kötet. (346, 295 l.) 1902–1904
- 49. kötet. Madách Imre munkái. Sajtó alá rendezte és bevezetéssel ellátta Alexander Bernát. (292 l.) 1904
- 50. kötet. Vajda János kisebb költeményei. Sajtó alá rendezte és bevezetéssel ellátta Endrődi Sándor. (276 l.) 1904
- 51. kötet. Csiky Gergely színművei. Sajtó alá rendezte és bevezetéssel ellátta Vadnay Károly. (295 l.) 1902
- 52. kötet. Arany László munkái. Sajtó alá rendezte és bevezetéssel ellátta Kozma Andor. (316 l.) 1904
- 53. kötet. Reviczky Gyula összes költeményei. Sajtó alá rendezte és bevezetéssel ellátta Koroda Pál. (416 l.) 1902
- 54. köt. Magyar népdalok. Sajtó alá rendezte és bevezetéssel ellátta Endrődi Sándor. (338 l.) 1906
- 55. kötet. Magyar népballadák. Sajtó alá rendezte és bevezetéssel ellátta Endrődi Sándor. (231 l.) 1906